# Авсеевич, Александр Александрович
Алекса́ндр Алекса́ндрович Авсее́вич (родился 23 ноября 1899 года, Козинщина, Лепельский уезд, Витебская губерния, Российская империя — умер 8 июля 1991 года, Москва, РСФСР, СССР) — советский военный контрразведчик, помощник начальника СМЕРШ (апрель—июнь 1943 года), начальник Управления воздушной магистрали «Аляска — Сибирь». Генерал-лейтенант авиации (присвоено 19 августа 1944 года, лишён звания 20 июля 1957 года).

## Ранние годы
Родился в 1899 году в семье крестьянина-середняка в селе Козинщина Лепельского уезда Витебской губернии. С июля 1916 работал чернорабочим на гильзовоv заводе, с февраля 1917 — учётчик-табельщик шапочной мастерской Гвардейского экономического общества. В 1916 экстерном окончил высшее начальное училище.
С 1919 — в РККА, с апреля 1919 начальник ротной разведки во 2-м Советском литовском стрелковом полку, Западный фронт. Воевал против немецких и литовских войск, в августе 1919 ранен, находился на лечении в госпитале. С апреля 1920 служил писарем в 13-м запасном полку, Ельня, с октября 1920 — делопроизводитель военкомата в Волосовицкjй волости Лепельского уезда. В 1921 г. окончил народную школу в с. Гущино-Прудок Лепельского уезда.

## В органах ОГПУ-НКВД-СМЕРШ
- с 1922 — сотрудник для поручений, помощник уполномоченного Витебского губотдела ГПУ по Лепельскому уезда,
- с февраля 1923 — помощник уполномоченного пограничного отделения № 2, г.. Ушачи Полоцкого округа,
- с октября 1923 — помощник уполномоченного Смоленского губотдела ГПУ по Демидовском уезда,
- с ноября 1925 — помощник уполномоченного Смоленского губотдела ГПУ,
- с октября 1926 — уполномоченный особого отдела ОГПУ по 11-м стрелковом корпусе.
- с февраля 1927 по 03.03.28 — в Высшей пограничной школе ОГПУ СССР;
- оперработник 6 группы ПП ОГПУ по БВО ;
- уполномоченный ОВ ПП ОГПУ по БВО;
- начальник 3-го отделения ОВ УГБ НКВД УССР, 07.1934-16.08.34;
- 16 августа 1934 командирован в распоряжение УНКВД по Дальневосточному краю. Впоследствии вернулся в Беларусь, до 4 декабря 1936 года был начальником 6-го отделения ОВ УГБ НКВД БССР;
- С 15 декабря 1936 работал в центральном аппарате военной контрразведки. Во время «чисток» 1937—1938 участвовал в следствии по делам М. Н. Тухачевского и других высокопоставленных военных, в частности комдива Д. А. Шмидта .
- начальник 2 отделения (по ВВС), 5 отдела ГУГБ НКВД СССР;
- начальник 3 отделения 5 отдела ГУГБ НКВД СССР;
- начальник отделения 2 управления НКВД СССР;
- сотрудник 4 отдела ГУГБ НКВД СССР;
- зам. начальника 1 отделения 4 отдела ГУГБ НКВД СССР;
- начальник 3 отделения 4 отдела ГУГБ НКВД СССР;
- начальник отделения и замначальника 2 отдела 3 управления НКО СССР;
- начальник 2 отдела 3 упр. НКО СССР;
- начальник 2 отдела УОО НКВД СССР;
- помощник начальника ГУКР СМЕРШ по Северо-Западному фронту.

## В авиации
- С 15 июня 1943 — заместитель начальника Главного управления ГВФ при СНК СССР — начальник Управления воздушной магистрали Москва-Уэлькаль;

Документальный фильм: Визит в Bell Aircraft делегации во главе с генералом Н.И. Петровым (производство Bell Aircraft, 1944 год)
- с 1946 — заместитель начальника ГУ ГВФ по общим вопросам, с декабря 1946 — по международному сообщению;
- с августа 1952 — помощник начальника ГУ рус. ГВФ по материально-техническому обеспечению.
- С 24 января 1953 — в распоряжении главкома ВВС СССР.
- 16 июля 1953 уволен в запас по болезни.
- С октября 1953 по 1954 работал заместителем начальника, затем и. о. начальника управления в Министерстве транспорта и шоссейных дорог СССР.

## Награды
- 2 ордена Ленина (21 февраля 1945, 18 августа 1945),
- 3 ордена Красного Знамени (23 ноября 1942, 3 ноября 1944),
- орден Отечественной войны I степени (28 октября 1943),
- орден «Знак Почета» (22 июля 1937),
- нагрудный знак «Заслуженный работник НКВД» (2 февраля 1942),
- 6 медалей.

20 июля 1957 года Постановлением Совета Министров СССР №889-409 лишен звания с формулировкой «за нарушение соц. законности при ведении следствия и фальсификацию следственных дел».